# 1918 en Colombie-Britannique
Chronologie de la Colombie-Britannique
- 1914
- 1915
- 1916
- 1917
- 1918
- 1919
- 1920
- 1921
- 1922

Cette page concerne des événements qui se sont produits durant l'année 1918 dans la province canadienne de Colombie-Britannique.

## Politique

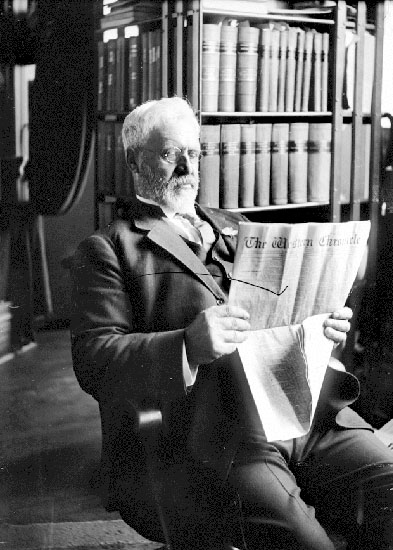
John Oliver

- Premier ministre : Harlan Carey Brewster puis John Oliver.
- Chef de l'Opposition :  William John Bowser
- Lieutenant-gouverneur : Francis Stillman Barnard
- Législature :

## Événements
- Fin de la Saison 1917-1918 de la LNH. Les Arenas de Toronto remportent la Coupe Stanley contre les Millionnaires de Vancouver.
- Inauguration de l'observatoire astronomique Dominion Astrophysical Observatory en Colombie-Britannique. Il est dirigé par William Edmund Harper.

- 6 mars : John Oliver devient premier ministre de Colombie-Britannique.

## Décès
- 1er mars : Harlan Carey Brewster, premier ministre de Colombie-Britannique alors qu'il était en fonction.